# IU International University of Applied Sciences
La IU International University of Applied Sciences (IU International Hochschule, abbreviata in IU) è un’università privata tedesca con sede legale ad Erfurt.
Accreditata dal Ministero della Cultura, la IU è una Fachhochschule che offre corsi in presenza in inglese, corsi di studio "duali" (con esperienza lavorativa annessa) in tedesco, e corsi di studio telematici sia in inglese che in tedesco.

## Storia
La IU è stata fondata nel 1998 come Università Internazionale di Scienze Applicate Bad Honnef - Bonn (IFH) a Bad Honnef, iniziando ufficialmente la propria attività didattica nel 2000. Alcuni degli edifici storici che formano il campus principale di Bad Honnef, come la villa "Feuerschlößchen" (dove si sono tenute le prime lezioni), sono stati riconosciuti come beni culturali.
A partire dal 2005, il campus è stato ampliato con due studentati e un nuovo refettorio. Nel febbraio 2007 è stato inaugurato un nuovo edificio con una biblioteca da 200 posti, 15 sale per seminari per circa 400 studenti e 18 uffici. Nel luglio dello stesso anno l'università è stata acquisita dalla società di private equity Auctus (Monaco).
Nel 2008 è stata aperta una seconda sede a Bad Reichenhall, e l'anno successivo il Consiglio tedesco delle Scienze e delle Lettere ha riaccreditato istituzionalmente l'università per dieci anni. Nel 2010 la IU è entrata a far parte della Conferenza dei rettori tedeschi.
A partire dal 2011 la IU ha cominciato ad offrire programmi di apprendimento a distanza per alcuni corsi di laurea e master. A metà del 2013, la IU si è fusa con l'Università di Scienze Applicate Adam Ries, espandendo così l'offerta di istruzione superiore includendo il modello di "studio duale". Con la fondazione della IU Corporate Programmes nel 2014, l'ufficio del rettore è stato ampliato per inserirvi la posizione di prorettore per i programmi aziendali.
Il 10 dicembre 2015 la Career Partner GmbH, società madre di IU, è stata acquisita dagli statunitensi dell'Apollo Group, i quali, due anni dopo, l'hanno ceduta al gruppo britannico di investimenti Oakley. Nel marzo 2016, IU si è fusa con l'Università di International Business & Logistics (HIWL) e da allora offre programmi di studio duale a Brema sotto il nome ufficiale di IU. Nell'ottobre 2017 ha cambiato nome da "Internationale Hochschule Bad Honnef · Bonn" a "IUBH Internationale Hochschule" (con l'acronimo "IUBH" derivante dalla denominazione originale inglese International University of Applied Sciences Bad Honnef). Nel dicembre 2018 è stata accreditata dalla FIBAA (Foundation for International Business Administration Accreditation), con effetto fino alla fine del semestre estivo 2025.
Nel 2019 la sede dell'università è stata spostata dalla sede storica di Bad Honnef/Bonn ad Erfurt, in Turingia. Nel 2021 l'università è stata definitivamente rinominata "IU Internationale Hochschule" (IU International University). Nel 2023 la holding IU Group acquistò l'ente di formazione e business school britannico LIBF.

## Profilo accademico

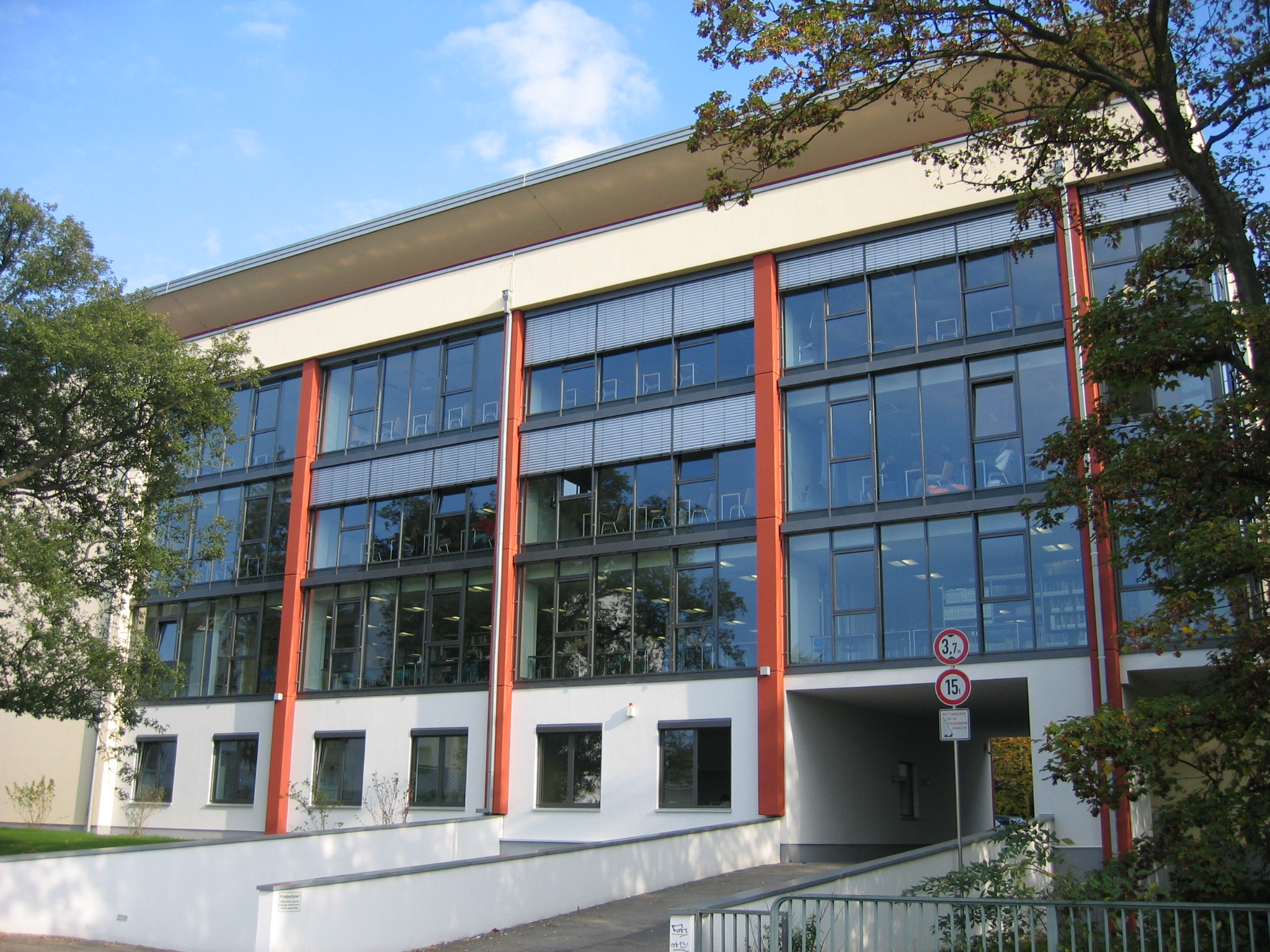
La sede storica di Bad Honnef

L'università è stata fondata nel 1998 e ha iniziato a operare nel 2000. È divisa in quattro aree indipendenti: IU Campus Studies (con un orientamento di gestione internazionale), IU Distance Learning (sezione telematica), IU Combined Studies (prima chiamata "IU Part-Time") e IU Dual Studies (corsi di studio duali, con una forte alternanza tra studio ed esperienza lavorativa).
Tutti gli attuali corsi di studio sono accreditati (o attualmente in fase di accreditamento) dal Consiglio di Accreditamento Tedesco, sono certificati e hanno ricevuto vari riconoscimenti, quali il Premium Seal della FIBAA. La IU è anche l'unica università tedesca nell'associazione "Hotel Schools of Distinction". È membro della rete accademica del Global Compact e aderisce ai PRME ("Principles for Responsible Management Education") delle Nazioni Unite.
Gli IU Campus Studies offrono corsi di studio in presenza in lingua inglese con un focus internazionale. Le sedi di Bad Honnef e Berlino includono programmi di Bachelor, Master e MBA in settori quali il turismo, l'event management, la sanità, i trasporti ed il business.
I programmi di "studio duale" offerti includono corsi di laurea e master duali nei settori, tra gli altri, del turismo, della sanità e dell'assistenza sociale, dell'informatica, dell'ingegneria, del business e del management. Caratteristica del modello di studio, molto diffuso in Germania, è la regolare alternanza tra teoria e pratica, onde acquisire esperienza lavorativa in un'azienda durante gli studi.
I programmi di apprendimento telematici IU Distance Learning offerti includono programmi di apprendimento a distanza di Bachelor, Master e MBA sia in tedesco che in inglese, con specializzazioni per diverse industrie e aree di responsabilità. Tutti i corsi di studio possono essere seguiti come moduli indipendenti, a tempo pieno o part-time, in forma digitale (tramite videolezioni e tutorial online) o parzialmente in presenza. Gli studenti possono sostenere gli esami in uno degli oltre 40 centri d'esame in Germania, Austria e Svizzera, in uno dei 150 centri d'esame internazionali in tutto il mondo o, alternativamente, online.
I programmi di studio part-time, una combinazione di corsi in presenza ed online, sono offerti dalla IU Berufsbegleitende Studium, una sezione dedicata agli studenti lavoratori.

## Sedi

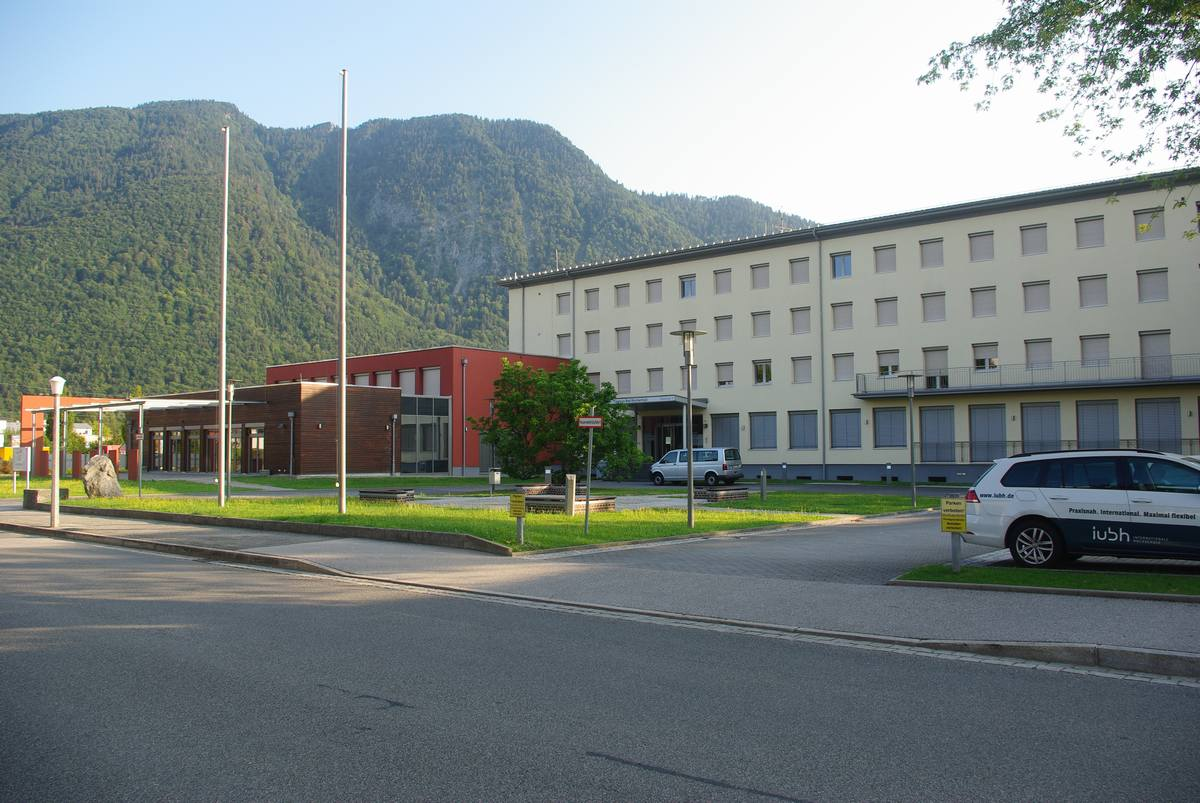
La sede di Bad Reichenhall

L'università dispone di numerosi campus fisici, tra cui: Erfurt (sede centrale), Bad Honnef (sede storica), Bad Reichenhall, Berlino, Bielefeld, Dortmund, Duisburg, Düsseldorf, Essen, Francoforte sul Meno, Amburgo, Hannover, Colonia, Lipsia, Norimberga, Monaco di Baviera, Stoccarda, Mannheim e Magonza.
Centri di studio per l'apprendimento a distanza sono disponibili in tutto il mondo.

## Corsi di studio
La IU International University offre oltre 200 programmi di laurea, master e MBA nei seguenti settori:
- Architettura e Costruzioni
- Design e Media
- Salute e Servizi Sociali
- IT, Logistica e Tecnologia
- Comunicazione e Marketing
- Aviazione, Hospitality ed Event Management
- Gestione aziendale ed Economia
- Educazione e Psicologia
- Risorse Umane e Diritto